# Émile Bayard (festő)
Émile-Antoine Bayard (La Ferté-sous-Jouarre, 1837. november 2.  – Kairó, 1891. december 6.) francia festő, karikaturista, illusztrátor és fotós.  Napjainkban leginkább a kiadók és folyóirat-szerkesztőségek megbízásaira készült illusztrációiról ismert. Ezekben kevésbé dramatikusan és kevesebb expresszivitással, mint idősebb kortársa, Paul Gavarni, de nagy beleéléssel tudta ábrázolni a gesztusokat, arckifejezéseket és karaktereit kifejezővé tette.
Felesége: Françoise Geneviève Poulet volt. 
Leányát Adrien Emmanuel Marie (Neuilly-sur-Seine,  1848. október 20. – Cadix, 1891. április 29.) festő, illusztrátor, vésnök vette feleségül.
Émile Bayard fia, szintén Émile (1868–1937), akadémiai felügyelő és művészettörténész, esszéíró volt, de egyben tehetséges fotográfus is, még grafikái is ismertek, melyeket „illusztrátorként” Émile Bayard fils néven szignált.

## Pályafutása

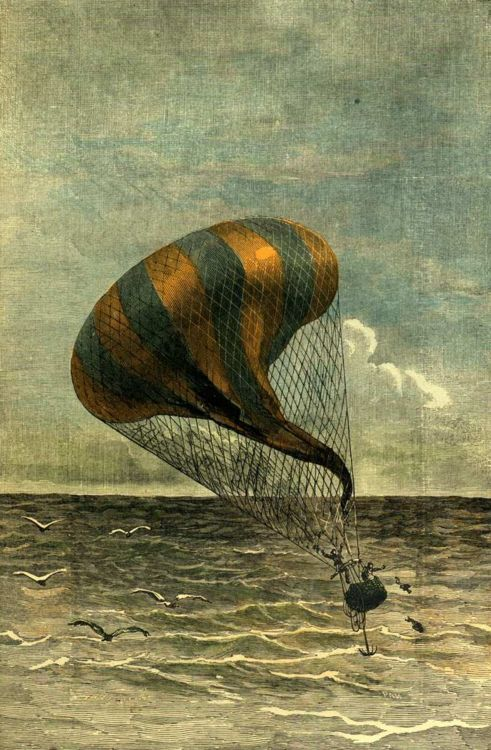
Jules Verne: Dráma a levegőben c. novellájának illusztrációja, 1874.

Bayard egy ideig a Saint Louis Líceumban tanult, ahol professzorként a híres történész, a későbbi közoktatásügyi miniszter, Victor Duruy volt 1845–1855 között a történeti földrajz tanára, majd a Collège Sainte-Barbe (Szent Borbála Kollégium) tanulója volt. Festői és rajztehetségét Léon Cogniet (1794–1880) tanítványaként képezte 1853 és 1857 között, feltételezhetően a párizsi École des Beaux-Arts-ban, amelynek 1851 és 1863 között Coignet volt a festészet tanára, és művészek generációit oktatta.
Festői működését 15 éves korában kezdte, Gustave Doré pályatársa volt, még az „iskolapadból” együtt dolgoztak a Philippon által szerkesztett Journal pour rire című lapnál. Alkotásainak legtöbbje 1853-tól portré és lovakat ábrázoló tanulmányrajz volt, melyeket rajzszénnel dolgozott ki (1853-ban szerepelt képe először a Párizsi Salon kiállításán). Már korán humorisztikus rajzokat készített több lapnak „Abel de Miray” álnéven (mely valódi neve összes betűjének kombinációja). 1857 és 1864 között szénrajzok, festmények, akvarellek, fametszetek, gravírozások és litográfiák kerültek ki keze alól.
Tehetségét felismerve a folyóiratok és időszaki lapok rendszeres megbízásokat adtak számára cikkeik illusztrálására. Alkotásai megtalálhatók a Le Journal de la jeunesse, Le Tour du monde, L'Illustration, Le Journal pour rire és Le Journal des voyages oldalain.
Az őt nagyra értékelő Louis Hachette, a máig is folyamatosan fennmaradt, neves kiadó alapító-tulajdonosa gyakran felkérte regények cselekményének ábrázolására, főként a 6–12 éves fiatalság számára 1856-ban indított Bibliothèque rose (Rózsaszín Könyvtár sorozat) egyes kötetei esetében. Ugyancsak az ő képei láthatók a kiadónál megjelent Victor Hugo Nyomorultak (1862) műben, a Comtesse de Ségur által írt, didaktikus célú François le bossu (Ferenc a púpos, 1864), a Le Général Dourakine (Dourakine tábornok, 1863) és a Le mauvais génie (A gonosz zseni) című regényeiben. Illusztrálta Harriet Beecher Stowe Tamás bátya kunyhója című regényét csakúgy, mint Alphonse Daudet L’immortel (A halhatatlan), Jules Verne Utazás a Holdba 1865-ben, és Utazás a Hold körül, 1870-ben megjelent köteteit. A Pierre-Jules Hetzel kiadó és szerkesztő (Hetzel is írt néhány művet P.-J. Stahl néven, melyeket ugyancsak Bayard-ral illusztráltatott) felkérésére ő készítette el a Hector Malot Romain Kalbris, 1862 (A tengerész fia) című regényének cselekményét szemléltető képeket, és még számos a Hetzel kiadóval kapcsolatban lévő korabeli neves író művét kísérték rajzai. Az általa élete során megismert és képeivel illusztrált művű írók között olyanok voltak, mint Georges Ohnet, Hector Malot, Harriet Beecher Stowe, Alphonse Daudet, Edmond About és mindenekelőtt Victor Hugo, aki azt állította, hogy Bayard a kedvenc illusztrátora. 1861 és 1873 között szoros barátságot kötött Honoré Daumier-vel, valamint Paul Gavarni, Henri Monnier, Alfred Grévin, Jean-Louis Forain és Emmanuel Poiré (ismertebb nevén Caran d'Ache) festőkkel, karikaturistákkal.
Émile Bayard munkamódszere nagyon érdekes volt. Amikor egy könyv illusztrálásába kezdett, elengedhetetlennek tartotta a szerzővel való megbeszélést. Majd igyekezett átélni a legpontosabban minden, a regényíró által alkotott személyiség karakterét. Ezután agyagból kis mellszobrokat modellezett, egészen addig, míg meg nem valósult az elképzelt embertípus.
Harcolt 1870/1871-ben Párizs ostrománál, ahol gimnáziumi tanára, Victor Duruy volt a parancsnoka.
Olaj és akvarell technikával festményeket, de főként szénrajzokat készített különböző témákban. A Sedan 1870 szatirikus szénrajzával III. Napóleont ábrázolta, aki párnáin ülve cigarettázik és közömbösen szemléli az 1870-es porosz–francia háború áldozatainak holttestét. Ezt a képet a bonapartista sajtó felháborodása miatt betiltották, és fényképes reprodukcióját csak jóval később engedélyezték. 1873-ban állított ki újra a Párizsi Salonban (a Franchetti parancsnok). Bayard az 1870-es években folytatta a háborút nyíltan kritizáló képek készítését, és az 1874-es Salonban kiállított bosszúálló angyalt és a háború művész mártírjait ábrázoló Gloria, Victis, Après la bataille de Waterloo triptichonja Gustave Doré munkáival vetekedett, amelyet a francia kormány 1874-ben meg is vásárolt,
Émile Bayard 1870-ben a Francia Köztársaság Becsületrendjének lovagi, 1889 decemberében pedig tiszti fokozatát nyerte el.
Portrékat (De Montbrison ezredes portréja) és humoros, dekoratív zsánerképeket is alkotott: Un duel de femmes (Nők párbaja), Une affaire d'honneur (Becsületbeli eset). Szívesen rögzített vászonra az 1880-as években úgynevezett kosztümös jeleneteket, melyek 18. századi öltözékben ábrázolták a jelenlévőket, így a Montgolfier fivérek első útjáról, amelyet az első hőlégballonos repülés századik évfordulójának megünneplésére festett.
Az épületdekorációs festészetben is kipróbálta magát, a 18. század stílusában díszítette a párizsi Palais-Royal színház előterét, ahol a színművészet legfontosabb szereplőinek portréit örökítette meg, melyet részletesen leírt Gaston Coindre a naplójában.
A Phare de la Loire (a Le Figaro december 11-i híre alapján) 1891. december 12-i számában közölte Bayard halálhírét, mely szerint „Egyiptomban szívbetegségben elhunyt. ...Az utolsó éveiben alkotta meg nagyon szép rajzait a L'Abbé Constantin a Numa Roumestan és a La Comtesse Sarah stb. »luxuskiadványokhoz«. Festő is volt.”

## Műveiből
- La dame bleue (A kék hölgy). Olaj, vászon. 1878.[28]
- Fête du vin. (Borünnep). Olaj, vászon. 1882.[29]
- Le Montgolfier: Az első légiutazás. Olaj, vászon. 1882.[30]
- Feeding her pets. (Háziállatainak etetése.) Olaj, tábla. 1887.
- La comédienne (A komédiásnő). Olaj, vászon. 1888.[31]
- Nicolas Boileau-Despréaux: Összes művei. Paris, La Place Sanchez et Cie, 1873. évi kiadásához készített 20 színes rajzának  Eugène Gervais által készített fémmetszete.[32]
- Oeuvres complètes de Beaumarchais. Nouvelle édition, augmentée de quatre pièces de théâtre et de documents divers inédits, avec une introduction par M. Édouard Fournier. Ornée de 20 portr. en pied coloriés, dessinés par M. Émile Bayard. (Baumarchais összes művei. Új kiadás, négy színházi darab, kiegészítve még publikálatlan dokumentumokkal, Édouard Fournier bevezetőjével. Díszítve 20 Émile Bayard által rajzolt teljes portréval.) Laplace, Sanchez et Cie (Párizs), 1876. LVII–780 oldal.[33]
- Illustrations pour L'Immortel. Suite de gravures en noir. (Illusztrációk a L'Immortel című műhöz, fekete-fehér metszetekben). Szerző: Alphonse Daudet. Illusztrátor: Émile Bayard. Metsző: Jules Huyot. 1888.[34]

## Képgaléria

Émile Bayard műveiből
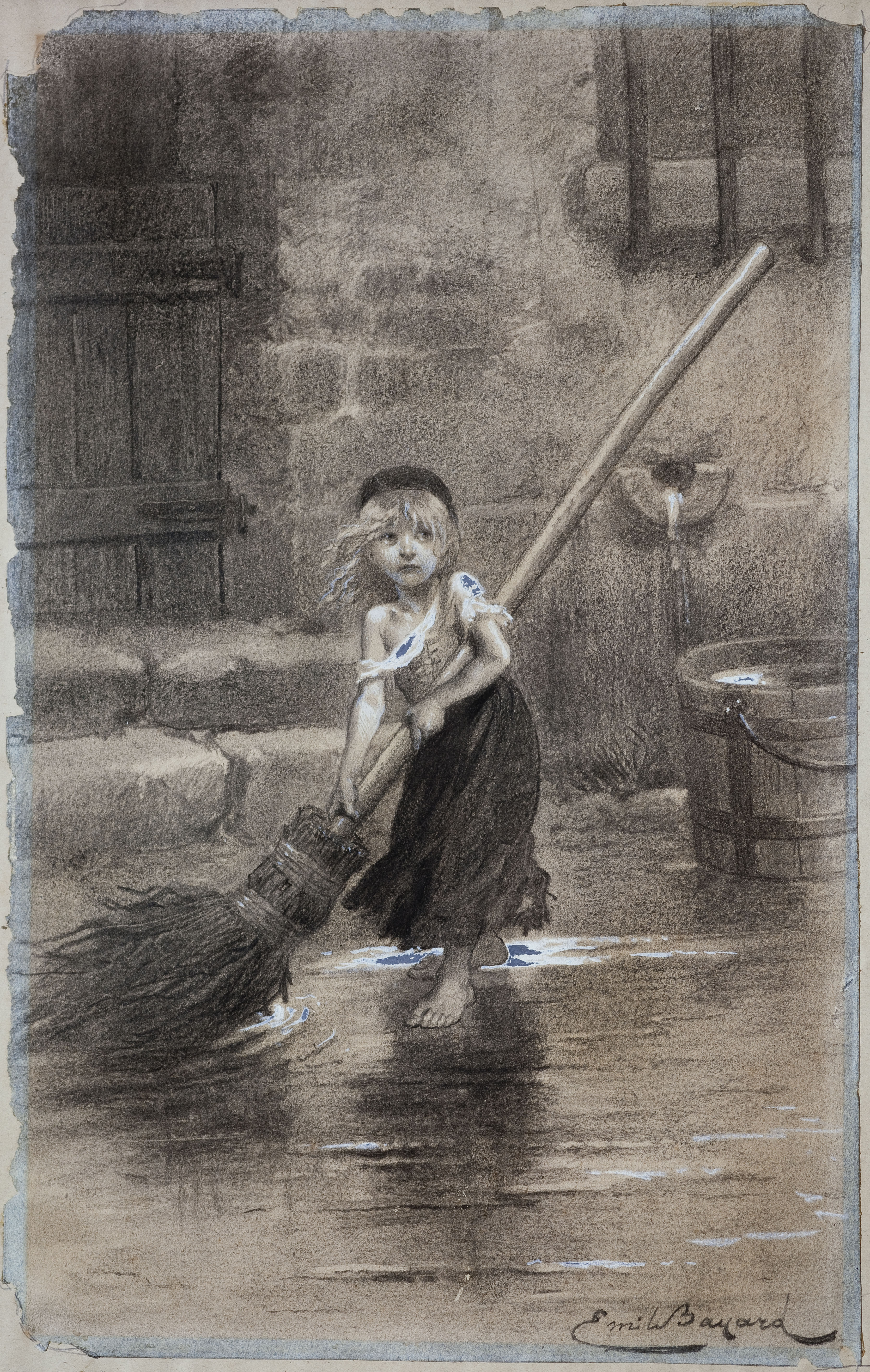
Illusztráció Cosette-ről Victor Hugo A nyomorultak regényéhez, melyet a musical változat plakátjához is felhasználtak.
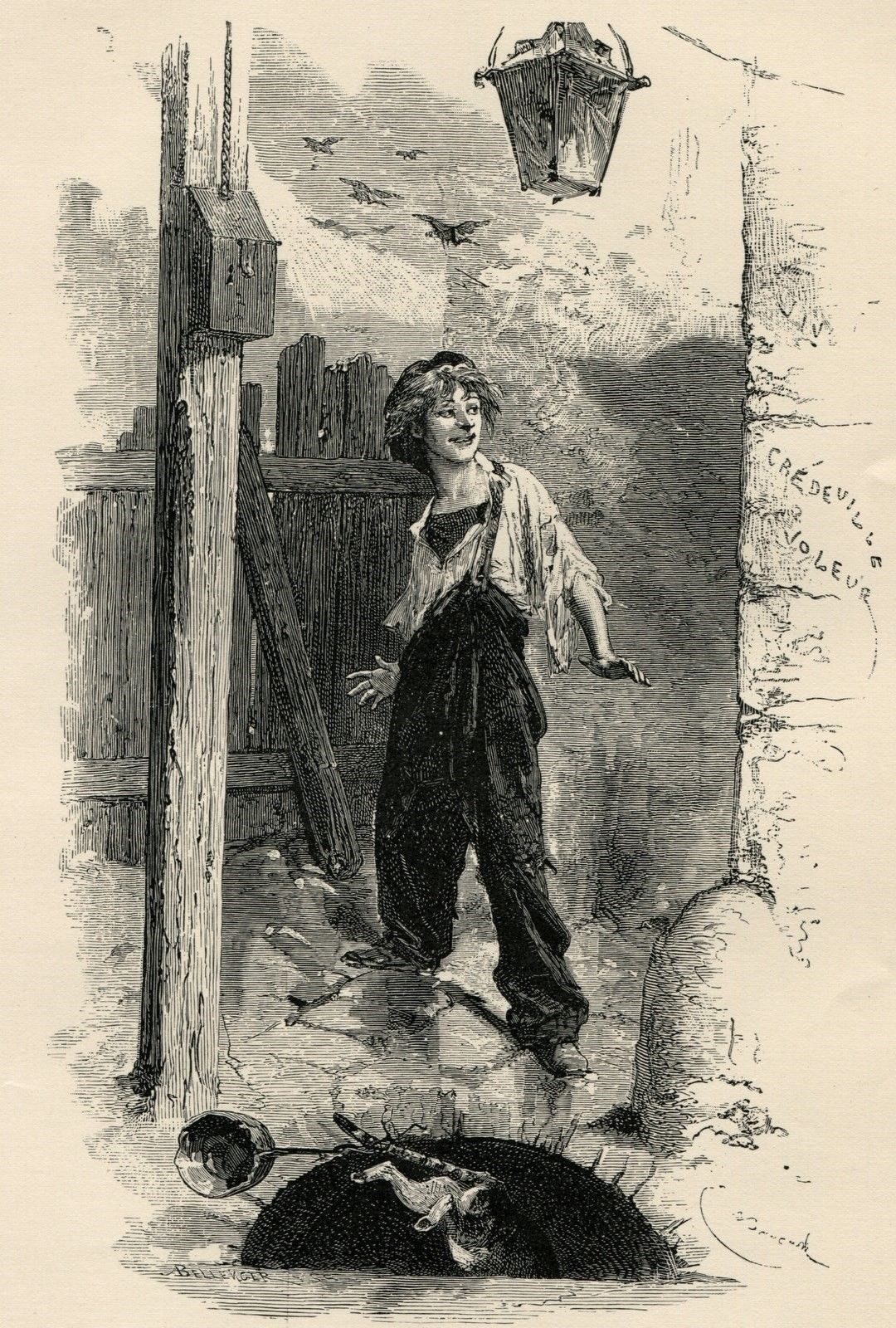
Illusztráció Gavroche-ról Victor Hugo A nyomorultak regényéhez.
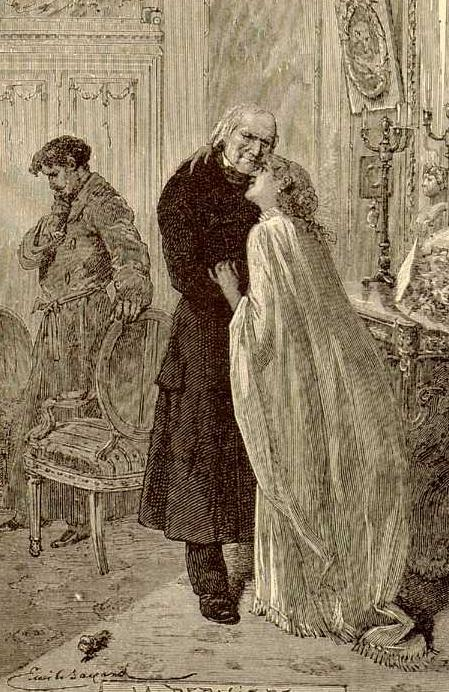
Illusztráció Jean Valjeanról és Cosette-ről  Victor Hugo A nyomorultak regényéhez.
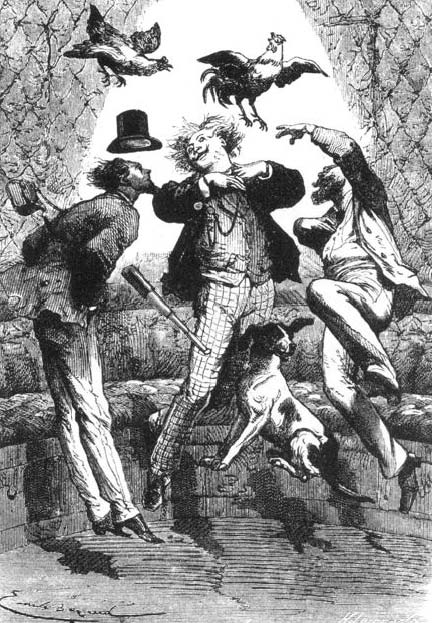
Illusztráció Jules Verne Utazás a Hold körül című regényéhez.
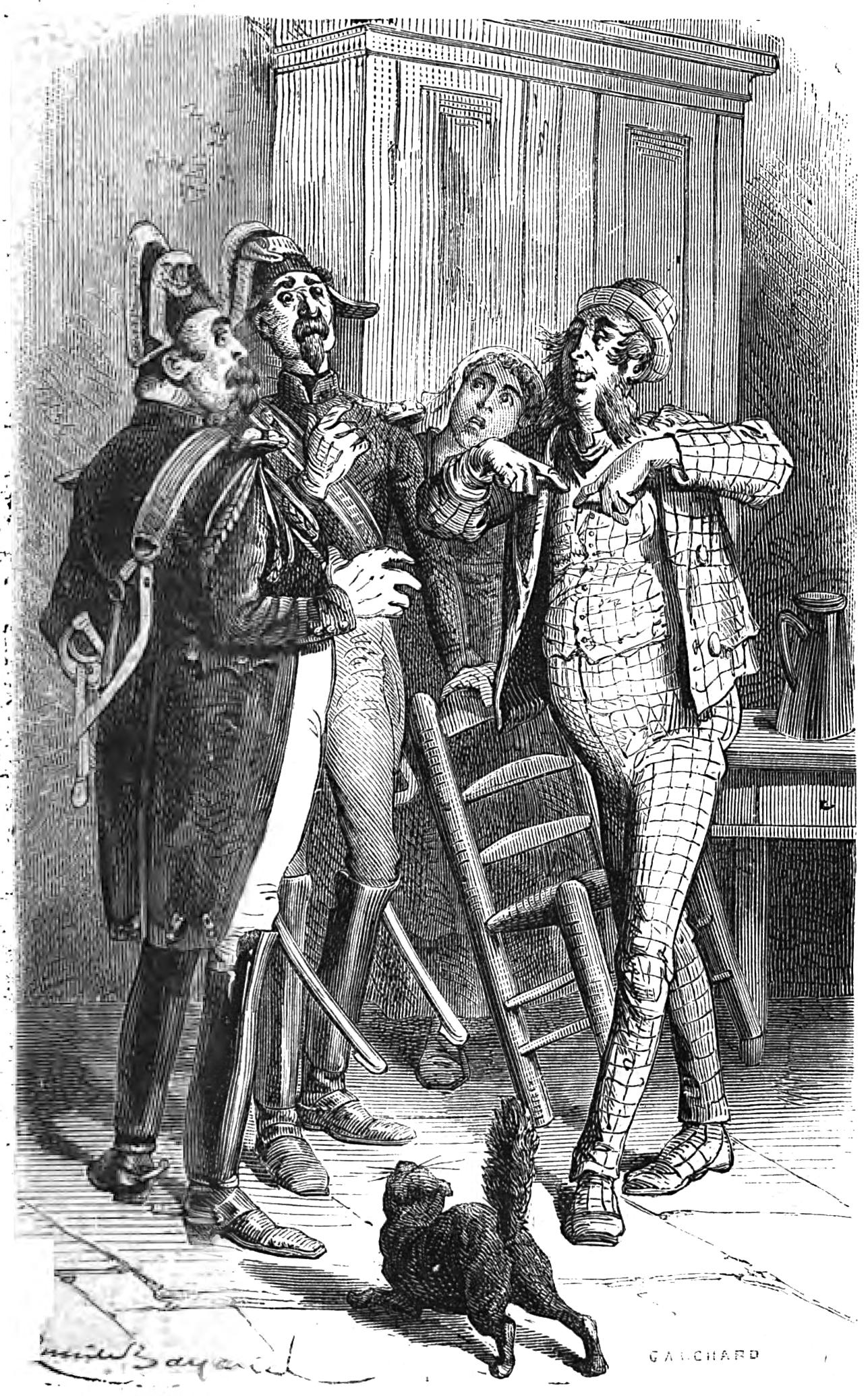
Illusztráció Ségur: „A gonosz zseni” tanító célú regényéhez.

## Fordítás
- Ez a szócikk részben vagy egészben  az    Émile Bayard (illustrateur) című francia Wikipédia-szócikk ezen változatának fordításán alapul.  Az eredeti cikk szerkesztőit annak laptörténete sorolja fel. Ez a jelzés csupán a megfogalmazás eredetét és a szerzői jogokat jelzi, nem szolgál a cikkben szereplő információk forrásmegjelöléseként.